# فلافل كارت
 فلافل كارت هو فيلم درامي عائلي متحرك قصير من إنتاج رويال تايلز في 2019 وإخراج عبدالله الوزان مع موسيقي تصويرية من قبل دان فيليبسون وتصميم الصوت من قبل أندرو فيرنون. يمزج الفيلم القصير تقنيه الستوب موشن مع الرسوم المتحركة التقليدية وبعض أنميشن ثلاثي الأبعاد. في عام 2019 تأهل الفيلم لجوائز الأوسكار وتم تقديمه رسميًا إلى حفل توزيع جوائز الأوسكار الثاني والتسعين في فئه أفضل فيلم متحرك قصير ليصبح أول فيلم قصير كويتي يتم تأهله للمسابقة الأشهر عالمياً. في عام 2020 تم إختيار الفيلم رسميًا في مهرجان هيروشيما الدولي للرسوم المتحركة المرموق في اليابان حيث حصل على تكريم مشرف "الأفضل في العالم" من قبل المهرجان. في عام 2021 فاز الفيلم بجائزه أفضل فيلم متحرك قصير في مهرجان بربانك الدولي للافلام. في ٢٠١٩ فاز الفيلم بجائزه أفضل فيلم قصير دولي في مهرجان لوس أنجلوس للأنيميشن.

## جزئية
خلال ليلة رعديه عاصفة، يعثر بائع فلافل لاجئ يعيش في عربته وسط مكان منعزل على زهرة غامضة. اللقاء الاستثنائي يثير شيئًا بداخله ويجعله في نهاية المطاف يستعيد مشاهد من حياته التي محاها الزمان.

## إنتاج
الفيلم مستوحى من الصراعات المستمرة في الشرق الأوسط، حيث يسلط الضوء على الأشخاص الذين يبحثون عن حياة أفضل. رأى المشروع النور بعد أن بدأ المخرج عبد الله الوزان تجربة شكل مختلف من الرسوم المتحركة التي تستخدم مزيجًا من الستوب موشن، الرسوم المتحركة التي يتم إنشاؤها بواسطة الكمبيوتر، و رسوم متحركه طينيه والرسوم المتحركة التقليدية. قام المخرج بتحريك الفيلم بأكمله بمفرده، حيث قام ببناء ورسم مئات المجسمات والدمى والخلفيات على مدى ثلاث سنوات من أجل تحقيق عالم الفيلم المميز.

## إصدار
عرض فلافل كارت لأول مرة على شاشات السينما في لوس أنجلوس، كاليفورنيا في 13 سبتمبر 2019. ثم بدأ الفيلم عرضه في المهرجانات السينمائيه ابتداءا في مهرجان لوس أنجلوس أنيميشن فستفل في 8 ديسمبر 2019 حيث فاز بجائزة أفضل فيلم قصير دولي. في سبتمبر ٢٠٢١ حصلت شركة شورتس تي.في على حقوق توزيع فيلم «فلافل كارت» عالميا من خلال قنوات البث المباشر التابعة لها، وعن طريق تطبيقاتها المختلفة ومنصاتها الرقمية.

## جوائز وترشيحات
حصل الفيلم على الجوائز والترشيحات التالية:
| قائمه بالجوائز والترشيحات                                   | قائمه بالجوائز والترشيحات            | قائمه بالجوائز والترشيحات | قائمه بالجوائز والترشيحات |
| الجائزه/ المهرجان                                           | الفئه                                | المرشحين والمستلمين       | نتيجه                     |
| ----------------------------------------------------------- | ------------------------------------ | ------------------------- | ------------------------- |
| مهرجان بالم سبرنجز الدولي للأنمشن الولايات المتحدة 2019     | أفضل فيلم متحرك قصير                 | عبد الله الوزان           | رُشِّح                       |
| مهرجان لوس أنجلوس للأنميشن الولايات المتحدة 2019            | أفضل فيلم دولي قصير                  | عبد الله الوزان           | فوز                       |
| أثين أنيم فيست اليونان 2020                                 | إختيار رسمي                          | عبد الله الوزان           |                           |
| مهرجان واشنطن دي سي السينمائي المستقل الولايات المتحدة 2020 | متنافس نهائي أفضل فيلم متحرك قصير    | عبد الله الوزان           | رُشِّح                       |
| مهرجان سونوما الدولي للافلام الولايات المتحدة 2020          | إختيار رسمي - فيلم قصير أجنبي        | عبد الله الوزان           |                           |
| ذا أنيميتورز شوكيس المملكة المتحدة 2020                     | إختيار رسمي                          | عبد الله الوزان           |                           |
| حفل جوائز الأوسكار ال92 الولايات المتحدة 2020               | جائزه الأوسكار لأفضل فيلم متحرك قصير | عبد الله الوزان           | تأهل                      |
| مهرجان هيروشيما الدولي للأنميشن اليابان 2020                | أفضل أفلام من حول العالم             | عبد الله الوزان           | إشاره شرفيه               |
| مهرجان ساوثامبتون السينيمائي الدولي المملكة المتحدة 2020    | أفضل فيلم متحرك قصير                 | عبد الله الوزان           | رُشِّح                       |
| مهرجان ساوثامبتون السينيمائي الدولي المملكة المتحدة 2020    | أفضل مخرج لفيلم متحرك قصير           | عبد الله الوزان           | رُشِّح                       |
| مهرجان الرباط الدولي لسينما المؤلف المغرب 2020              | إختيار رسمي                          | عبد الله الوزان           |                           |
| مهرجان مونتريال الدولي للأنميشن كندا 2020                   | إختيار رسمي                          | عبد الله الوزان           |                           |
| مهرجان أجيال السينمائي قطر 2020                             | منافسه الهلال للأفلام القصيره        | عبد الله الوزان           | رُشِّح                       |
| مهرجان باريس السينمائي الدولي للأنيميشن فرنسا 2021          | منافسه آفاق                          | عبد الله الوزان           | رُشِّح                       |
| مهرجان بربانك السينمائي الدولي الولايات المتحدة 2021        | أفضل فيلم متحرك قصير                 | عبد الله الوزان           | فوز                       |

## روابط خارجية
- فلافل كارت على موقع IMDb (الإنجليزية)
- فلافل كارت على موقع قاعدة بيانات الفيلم (الإنجليزية)
- فلافل كارت على موقع ليتربوكسد (الإنجليزية)
- الموقع الرسمي
- RoyalTales
- فلافل كارت على IMDB